# Liste der Baudenkmale in Bad Grund (Harz)
In der Liste der Baudenkmale in Bad Grund (Harz) sind die Baudenkmale der niedersächsischen Gemeinde Bad Grund und ihrer Ortsteile enthalten. Der Stand der Liste ist der 5. Mai 2020. Die Quelle der Baudenkmale ist der Denkmalatlas Niedersachsen.

## Allgemein
In den Spalten befinden sich folgende Informationen:
- Lage: die Adresse des Baudenkmales und die geographischen Koordinaten. Kartenansicht, um Koordinaten zu setzen. In der Kartenansicht sind Baudenkmale ohne Koordinaten mit einem roten Marker dargestellt und können in der Karte gesetzt werden. Baudenkmale ohne Bild sind mit einem blauen Marker gekennzeichnet, Baudenkmale mit Bild mit einem grünen Marker.
- Bezeichnung: Bezeichnung des Baudenkmales
- Beschreibung: die Beschreibung des Baudenkmales. Unter § 3 Abs. 2 NDSchG werden Einzeldenkmale und unter § 3 Abs. 3 NDSchG Gruppen baulicher Anlagen und deren Bestandteile ausgewiesen.
- ID: die Objekt-ID des Baudenkmales
- Bild: ein Bild des Baudenkmales, ggf. zusätzlich mit einem Link zu weiteren Fotos des Baudenkmals im Medienarchiv Wikimedia Commons. Wenn man auf das Kamerasymbol klickt, können Fotos zu Baudenkmalen aus dieser Liste hochgeladen werden:

## Liste der Baudenkmale

### Bergstadt Bad Grund (Harz)
| Lage                                                             | Bezeichnung                                           | Beschreibung | ID       | Bild           |
| ---------------------------------------------------------------- | ----------------------------------------------------- | --- | -------- | -------------- |
| Am Eichelberg 1 51° 48′ 32″ N, 10° 14′ 20″ O                     | Wohnhaus                                              | | 34120938 |                |
| Am Eichelberg 2 51° 48′ 33″ N, 10° 14′ 19″ O                     | Wohnhaus                                              | | 34120964 |                |
| Am Georg-Stollen 1 51° 48′ 17″ N, 10° 14′ 6″ O                   | Am Georg-Stollen (Baudenkmal-Gruppe)                  | Baudenkmal-Gruppe mit Wohnhaus, Wirtschaftsgebäude und Mundloch des Tiefen Georg-Stollens. | 34117249 | Weitere Bilder |
| Am Georg-Stollen 1 51° 48′ 17″ N, 10° 14′ 6″ O                   | Wohnhaus                                              | Einzeldenkmal der Baudenkmal-Gruppe Am Georg-Stollen (ID 34117249) | 34121013 |                |
| Am Georg-Stollen 1 51° 48′ 17″ N, 10° 14′ 6″ O                   | Wirtschaftsgebäude                                    | Einzeldenkmal der Baudenkmal-Gruppe Am Georg-Stollen (ID 34117249) | 34121034 |                |
| Am Georg-Stollen 1 51° 48′ 17″ N, 10° 14′ 7″ O                   | Tiefer Georg-Stollen (Mundloch)                       | Einzeldenkmal der Baudenkmal-Gruppe Am Georg-Stollen (ID 34117249) | 34121057 | Weitere Bilder |
| Am Iberg 1-69 51° 48′ 59″ N, 10° 14′ 17″ O                       | Iberg-Siedlung (Baudenkmal-Gruppe)                    | Häuserzeilen mit Reihenhaus-Bebauung beidseitig der Straße Am Iberg. Ursprünglich 1938/40 für Arbeiter aus Südtirol errichtet, die im Steinbruch am Winterberg arbeiteten. Zweigeschossige, traufständige Wohnhäuser unter Satteldach. Erdgeschoss in Bruchstein, Obergeschoss in Fachwerk, teilweise holzverkleidet. Mit Hintergebäude und Gartengrundstück. | 34116933 | Weitere Bilder |
| Am Iberg 1, 3 51° 48′ 56″ N, 10° 14′ 29″ O                       | Wohnhaus                                              | Einzeldenkmal der Baudenkmal-Gruppe Iberg-Siedlung (ID 34116933), Teil einer Gruppe baulicher Anlagen Geschützt nach § 3 Abs. 3 S. 1 NDSchG | 34121189 |                |
| Am Iberg 5, 7 51° 48′ 57″ N, 10° 14′ 28″ O                       | Wohnhaus                                              | Einzeldenkmal der Baudenkmal-Gruppe Iberg-Siedlung (ID 34116933), Teil einer Gruppe baulicher Anlagen Geschützt nach § 3 Abs. 3 S. 1 NDSchG | 34121261 |                |
| Am Iberg 9, 11 51° 48′ 57″ N, 10° 14′ 27″ O                      | Wohnhaus                                              | Einzeldenkmal der Baudenkmal-Gruppe Iberg-Siedlung (ID 34116933), Teil einer Gruppe baulicher Anlagen Geschützt nach § 3 Abs. 3 S. 1 NDSchG | 34121285 |                |
| Am Iberg 13, 15, 17, 19, 21, 23 51° 48′ 58″ N, 10° 14′ 25″ O     | Wohnhaus                                              | Einzeldenkmal der Baudenkmal-Gruppe Iberg-Siedlung (ID 34116933), Teil einer Gruppe baulicher Anlagen Geschützt nach § 3 Abs. 3 S. 1 NDSchG | 34121405 |                |
| Am Iberg 22, 24 51° 48′ 58″ N, 10° 14′ 23″ O                     | Wohnhaus                                              | Einzeldenkmal der Baudenkmal-Gruppe Iberg-Siedlung (ID 34116933), Teil einer Gruppe baulicher Anlagen Geschützt nach § 3 Abs. 3 S. 1 NDSchG | 34121453 |                |
| Am Iberg 25, 27 51° 48′ 58″ N, 10° 14′ 22″ O                     | Wohnhaus                                              | Einzeldenkmal der Baudenkmal-Gruppe Iberg-Siedlung (ID 34116933), Teil einer Gruppe baulicher Anlagen Geschützt nach § 3 Abs. 3 S. 1 NDSchG | 34121525 |                |
| Am Iberg 26, 28 51° 48′ 58″ N, 10° 14′ 22″ O                     | Wohnhaus                                              | Einzeldenkmal der Baudenkmal-Gruppe Iberg-Siedlung (ID 34116933), Teil einer Gruppe baulicher Anlagen Geschützt nach § 3 Abs. 3 S. 1 NDSchG | 34121549 |                |
| Am Iberg 29, 31, 33, 35 51° 48′ 59″ N, 10° 14′ 21″ O             | Wohnhaus                                              | Einzeldenkmal der Baudenkmal-Gruppe Iberg-Siedlung (ID 34116933), Teil einer Gruppe baulicher Anlagen Geschützt nach § 3 Abs. 3 S. 1 NDSchG | 34121621 |                |
| Am Iberg 30, 32, 34, 36 51° 48′ 58″ N, 10° 14′ 20″ O             | Wohnhaus                                              | Einzeldenkmal der Baudenkmal-Gruppe Iberg-Siedlung (ID 34116933), Teil einer Gruppe baulicher Anlagen Geschützt nach § 3 Abs. 3 S. 1 NDSchG | 34121693 |                |
| Am Iberg 37, 39, 41, 43 51° 48′ 59″ N, 10° 14′ 19″ O             | Wohnhaus                                              | Einzeldenkmal der Baudenkmal-Gruppe Iberg-Siedlung (ID 34116933), Teil einer Gruppe baulicher Anlagen Geschützt nach § 3 Abs. 3 S. 1 NDSchG | 34121868 |                |
| Am Iberg 38, 40 51° 48′ 58″ N, 10° 14′ 18″ O                     | Wohnhaus                                              | Einzeldenkmal der Baudenkmal-Gruppe Iberg-Siedlung (ID 34116933), Teil einer Gruppe baulicher Anlagen Geschützt nach § 3 Abs. 3 S. 1 NDSchG | 34121892 |                |
| Am Iberg 45, 47, 49 51° 48′ 59″ N, 10° 14′ 18″ O                 | Wohnhaus                                              | Einzeldenkmal der Baudenkmal-Gruppe Iberg-Siedlung (ID 34116933), Teil einer Gruppe baulicher Anlagen Geschützt nach § 3 Abs. 3 S. 1 NDSchG | 34122060 |                |
| Am Iberg 42, 44, 46, 48, 50 51° 48′ 59″ N, 10° 14′ 17″ O         | Wohnhaus                                              | Einzeldenkmal der Baudenkmal-Gruppe Iberg-Siedlung (ID 34116933), Teil einer Gruppe baulicher Anlagen Geschützt nach § 3 Abs. 3 S. 1 NDSchG | 34122084 |                |
| Am Iberg 51, 53, 55 51° 49′ 0″ N, 10° 14′ 16″ O                  | Wohnhaus                                              | Einzeldenkmal der Baudenkmal-Gruppe Iberg-Siedlung (ID 34116933), Teil einer Gruppe baulicher Anlagen Geschützt nach § 3 Abs. 3 S. 1 NDSchG | 34122156 |                |
| Am Iberg 52 51° 48′ 59″ N, 10° 14′ 15″ O                         | Wohnhaus                                              | Einzeldenkmal der Baudenkmal-Gruppe Iberg-Siedlung (ID 34116933), Teil einer Gruppe baulicher Anlagen. Zweigeschossiges, giebelständiges Wohnhaus unter steilem Satteldach. Als einziges Gebäude der Ibergsiedlung insgesamt massiv aus Bruchsteinen errichtet. Vorgestellter Turm mit schiefergedeckter Zwiebelturmhaube. Geschützt nach § 3 Abs. 3 S. 1 NDSchG | 34122180 |                |
| Am Iberg 57, 59, 61 51° 49′ 1″ N, 10° 14′ 15″ O                  | Wohnhaus                                              | Einzeldenkmal der Baudenkmal-Gruppe Iberg-Siedlung (ID 34116933), Teil einer Gruppe baulicher Anlagen Geschützt nach § 3 Abs. 3 S. 1 NDSchG | 34122276 |                |
| Am Iberg 63, 65, 67 51° 49′ 1″ N, 10° 14′ 14″ O                  | Wohnhaus                                              | Einzeldenkmal der Baudenkmal-Gruppe Iberg-Siedlung (ID 34116933), Teil einer Gruppe baulicher Anlagen Geschützt nach § 3 Abs. 3 S. 1 NDSchG | 34122348 |                |
| Am Iberg 69 51° 49′ 2″ N, 10° 14′ 13″ O                          | Wohnhaus                                              | Einzeldenkmal der Baudenkmal-Gruppe Iberg-Siedlung (ID 34116933), Teil einer Gruppe baulicher Anlagen Geschützt nach § 3 Abs. 3 S. 1 NDSchG | 34122396 |                |
| An der Post 2 51° 48′ 35″ N, 10° 14′ 9″ O                        | Wohnhaus                                              | Einzeldenkmal der Baudenkmal-Gruppe Historischer Ortskern Grund (ID 34116967). Haus Quisisana | 34123032 | Weitere Bilder |
| B 242 am Königsberg bei Bad Grund 51° 48′ 54″ N, 10° 13′ 38″ O   | Mausoleum                                             | Mausoleum nahe dem Campingplatz Hübichalm. Der Geheime Sanitätsrat Carl Herrmann Helmkampff, Sohn des Apothekers Ernst Helmkampff in Bad Grund, beauftragte den Eisdorfer Baumeister Wilhelm Dunker mit dem Bau des Mausoleums auf dem Horstkamp oberhalb des Ortes, der in den Jahren 1909/1910 ausgeführt wurde. Im Jahr 1911 verfasste Helmkampff sein Testament, in dem viele Auflagen und Vermächtnissen enthalten waren. Am 31. Januar 1912 verstarb der Geheime Sanitätsrat Helmkampff und sein umfangreiches Testament wurde eröffnet. Das Grundstück mit dem Mausoleum („Gottesgarten mit Gedächtnishalle“) vermachte er der Stadt Bad Grund zusammen mit einer größeren finanziellen Summe und der Auflage der Erhaltung und Pflege. 1931 entledigte sich die Stadt Bad Grund des Grundstückes und des Stiftungsvermögens mitsamt der Auflagen. Seitdem verfiel das Mausoleum und wurde nur notdürftig repariert. Das Gelände wird durch die Nutzung als Campingplatz gepflegt. | 34138408 |                |
| B 242 51° 49′ 12″ N, 10° 14′ 7″ O                                | Hübichenstein                                         | Felsformation mit Denkmal, 1897 um Medaillonbild zu Ehren von Kaiser Wilhelm ergänzt, auf der Spitze die Skulptur eines Adlers. | 34120822 | Weitere Bilder |
| Bergstraße 14 51° 48′ 38″ N, 10° 14′ 35″ O                       | Wohnhaus                                              | | 34123200 |                |
| Bergstraße 15 51° 48′ 37″ N, 10° 14′ 33″ O                       | Wohnhaus                                              | | 34123224 |                |
| Bergstraße 16 51° 48′ 37″ N, 10° 14′ 32″ O                       | Wohnhaus                                              | Haus existiert nicht mehr, Grundstück ist jetzt Parkplatz der Seniorenresidenz. | 34123248 |                |
| Braugasse 2 51° 48′ 35″ N, 10° 14′ 17″ O                         | Wohnhaus                                              | | 34123368 |                |
| Braugasse 3 51° 48′ 34″ N, 10° 14′ 18″ O                         | Wohnhaus                                              | | 34123392 |                |
| Braugasse 5 51° 48′ 35″ N, 10° 14′ 16″ O                         | Villa                                                 | Um 1880 errichtete Villa, die als Pension und Hotel genutzt wurde und bis zuletzt unter dem Namen Bellevue bekannt war. Am 31. Januar 2025 brach ein Brand im Dachstuhl aus, das Haus sei nicht mehr zu retten. | 34122780 |                |
| Clausthaler Straße 9 51° 48′ 34″ N, 10° 14′ 21″ O                | Villa                                                 | | 34123511 |                |
| Clausthaler Straße 18 51° 48′ 27″ N, 10° 14′ 34″ O               | Wohnhaus, Doppelhaus                                  | | 34123537 |                |
| Clausthaler Straße 32 51° 48′ 33″ N, 10° 14′ 24″ O               | Kurhaus                                               | Veranstaltungszentrum Atrium Bad Grund, früher Haus des Gastes, ehemaliges Kurhaus und Städtisches Kurbad. | 34123416 | Weitere Bilder |
| Clausthaler Straße 39 51° 48′ 38″ N, 10° 14′ 18″ O               | ehemalige Hofanlage (Baudenkmal-Gruppe)               | Baudenkmal-Gruppe einer ehemaligen Hofanlage mit Villa und Nebengebäuden | 44149486 |                |
| Clausthaler Straße 39 51° 48′ 38″ N, 10° 14′ 18″ O               | Villa                                                 | Einzeldenkmal der Baudenkmal-Gruppe Ehem. Hofanlage (ID 44149486) | 34123586 |                |
| Clausthaler Straße 39 51° 48′ 38″ N, 10° 14′ 18″ O               | Nebengebäude                                          | Einzeldenkmal der Baudenkmal-Gruppe Ehem. Hofanlage (ID 44149486) | 44149544 |                |
| Clausthaler Straße 39 51° 48′ 38″ N, 10° 14′ 18″ O               | Nebengebäude                                          | Einzeldenkmal der Baudenkmal-Gruppe Ehem. Hofanlage (ID 44149486) | 44149562 |                |
| Helmkampff-Straße 22, 24, 26 51° 48′ 29″ N, 10° 14′ 5″ O         | Helmkampffstr. 22, 24, 26 (Baudenkmal-Gruppe)         | | 34117283 |                |
| Helmkampff-Straße 22 51° 48′ 30″ N, 10° 14′ 6″ O                 | Wohnhaus                                              | Einzeldenkmal der Baudenkmal-Gruppe Helmkampffstr. 22, 24, 26 (ID 34117283) | 34123681 |                |
| Helmkampff-Straße 24 51° 48′ 29″ N, 10° 14′ 6″ O                 | Wohnhaus                                              | Einzeldenkmal der Baudenkmal-Gruppe Helmkampffstr. 22, 24, 26 (ID 34117283) | 34123705 |                |
| Helmkampff-Straße 26 51° 48′ 29″ N, 10° 14′ 6″ O                 | Wohnhaus                                              | Einzeldenkmal der Baudenkmal-Gruppe Helmkampffstr. 22, 24, 26 (ID 34117283) | 34123729 |                |
| Helmkampff-Straße 48, 50, 52, 54, 56 51° 48′ 22″ N, 10° 14′ 3″ O | Helmkampffstr. 48, 50, 52, 54, 56 (Baudenkmal-Gruppe) | | 34117099 |                |
| Helmkampff-Straße 48 51° 48′ 22″ N, 10° 14′ 4″ O                 | Wohnhaus                                              | Einzeldenkmal der Baudenkmal-Gruppe Helmkampffstr. 48, 50, 52, 54, 56 (ID 34117099) | 34123753 |                |
| Helmkampff-Straße 50 51° 48′ 22″ N, 10° 14′ 4″ O                 | Wohnhaus                                              | Einzeldenkmal der Baudenkmal-Gruppe Helmkampffstr. 48, 50, 52, 54, 56 (ID 34117099) | 34123777 |                |
| Helmkampff-Straße 52 51° 48′ 22″ N, 10° 14′ 4″ O                 | Wohnhaus                                              | Einzeldenkmal der Baudenkmal-Gruppe Helmkampffstr. 48, 50, 52, 54, 56 (ID 34117099) | 34123801 |                |
| Helmkampff-Straße 54 51° 48′ 22″ N, 10° 14′ 4″ O                 | Wohnhaus                                              | Einzeldenkmal der Baudenkmal-Gruppe Helmkampffstr. 48, 50, 52, 54, 56 (ID 34117099) | 34123825 |                |
| Helmkampff-Straße 56 51° 48′ 21″ N, 10° 14′ 4″ O                 | Wohnhaus                                              | Einzeldenkmal der Baudenkmal-Gruppe Helmkampffstr. 48, 50, 52, 54, 56 (ID 34117099) | 34123850 |                |
| Hilfe Gottes 51° 48′ 25″ N, 10° 13′ 25″ O                        | Schachtanlage Hilfe Gottes (Baudenkmal-Gruppe)        | Baudenkmal-Gruppe Schachtanlage Hilfe Gottes mit Fördermaschinenhaus, Trafohaus, Fördergerüst, Schachthalle und Mundloch. | 34120754 | BW             |
| Hilfe Gottes 51° 48′ 26″ N, 10° 13′ 24″ O                        | Fördermaschinenhaus                                   | Einzeldenkmal der Baudenkmal-Gruppe Schachtanlage Hilfe Gottes (ID 34120754) | 34124979 | BW             |
| Hilfe Gottes 51° 48′ 25″ N, 10° 13′ 26″ O                        | Trafohaus                                             | Einzeldenkmal der Baudenkmal-Gruppe Schachtanlage Hilfe Gottes (ID 34120754) | 34125012 | BW             |
| Hilfe Gottes 51° 48′ 24″ N, 10° 13′ 25″ O                        | Fördergerüst                                          | Einzeldenkmal der Baudenkmal-Gruppe Schachtanlage Hilfe Gottes (ID 34120754) | 34124948 | BW             |
| Hilfe Gottes 51° 48′ 24″ N, 10° 13′ 26″ O                        | Schachthalle                                          | Einzeldenkmal der Baudenkmal-Gruppe Schachtanlage Hilfe Gottes (ID 34120754) | 34125040 | BW             |
| Hilfe Gottes 51° 48′ 22″ N, 10° 13′ 27″ O                        | Mundloch                                              | Einzeldenkmal der Baudenkmal-Gruppe Schachtanlage Hilfe Gottes (ID 34120754) | 34124918 | BW             |
| Hübichweg 6 51° 48′ 41″ N, 10° 14′ 15″ O                         | Wohnhaus                                              | | 34123903 |                |
| Hübichweg 9 51° 48′ 44″ N, 10° 14′ 16″ O                         | Wohnhaus                                              | | 34123927 |                |
| Hübichweg, zwischen 47 und 48 51° 48′ 50″ N, 10° 14′ 18″ O       | Mundloch Magdeburger Stollen                          | Wassergewinnungsanlage Magdeburger Stollen, ursprünglich 1527 aufgefahrener Wasserlösungsstollen für den Bergbau am Iberg. | 34123879 | Weitere Bilder |
| Hübichweg 49 51° 48′ 48″ N, 10° 14′ 18″ O                        | Wohnhaus                                              | | 34124032 |                |
| Kelchtal 2, 3, 4 51° 48′ 35″ N, 10° 14′ 4″ O                     | Kelchtal 2, 3, 4 (Baudenkmal-Gruppe)                  | | 34117164 |                |
| Kelchtal 4 51° 48′ 35″ N, 10° 14′ 5″ O                           | Wohnhaus                                              | Einzeldenkmal der Baudenkmal-Gruppe Kelchtal 2, 3, 4 (ID 34117164) | 34124081 |                |
| Kelchtal 6 51° 48′ 35″ N, 10° 14′ 4″ O                           | Wohnhaus                                              | Einzeldenkmal der Baudenkmal-Gruppe Kelchtal 2, 3, 4 (ID 34117164) | 34124105 |                |
| Kelchtal 8 51° 48′ 35″ N, 10° 14′ 3″ O                           | Wohnhaus                                              | Einzeldenkmal der Baudenkmal-Gruppe Kelchtal 2, 3, 4 (ID 34117164) | 34124129 |                |
| Kelchtal 9 51° 48′ 34″ N, 10° 14′ 0″ O                           | Wohnhaus                                              | | 34124246 |                |
| Kelchtal 16 51° 48′ 35″ N, 10° 14′ 0″ O                          | Wohnhaus                                              | | 34124199 |                |
| Knesebecker Weg, Knesebeck 1 51° 48′ 25″ N, 10° 14′ 31″ O        | Knesebeck-Schacht (Baudenkmal-Gruppe)                 | Bergbauanlage Knesebeck-Schacht mit Lüftergebäude, Hydrokompressor, Betriebsgebäude, Maschinenhaus, Kehrradstube und Kunstradstube. Heute Bergbaumuseum Schachtanlage Knesebeck. | 34117198 | Weitere Bilder |
| Knesebecker Weg, Knesebeck 1 51° 48′ 25″ N, 10° 14′ 31″ O        | Knesebeck-Schacht: Lüftergebäude                      | Einzeldenkmal der Baudenkmal-Gruppe Knesebeck-Schacht (ID 34117198) | 34124340 | BW             |
| Knesebecker Weg, Knesebeck 1 51° 48′ 25″ N, 10° 14′ 31″ O        | Knesebeck-Schacht: Hydrokompressor                    | Einzeldenkmal der Baudenkmal-Gruppe Knesebeck-Schacht (ID 34117198) | 34124317 |                |
| Knesebecker Weg, Knesebeck 1 51° 48′ 24″ N, 10° 14′ 32″ O        | Knesebeck-Schacht: Betriebsgebäude                    | Einzeldenkmal der Baudenkmal-Gruppe Knesebeck-Schacht (ID 34117198) | 34124293 | BW             |
| Knesebecker Weg, Knesebeck 1 51° 48′ 24″ N, 10° 14′ 31″ O        | Knesebeck-Schacht: Maschinenhaus                      | Einzeldenkmal der Baudenkmal-Gruppe Knesebeck-Schacht (ID 34117198) | 34125090 | BW             |
| Knesebecker Weg, Knesebeck 1 51° 48′ 24″ N, 10° 14′ 32″ O        | Knesebeck-Schacht: Kehrradstube                       | Einzeldenkmal der Baudenkmal-Gruppe Knesebeck-Schacht (ID 34117198) | 34124364 | BW             |
| Knesebecker Weg, Knesebeck 1 51° 48′ 23″ N, 10° 14′ 31″ O        | Knesebeck-Schacht: Kunstradstube                      | Einzeldenkmal der Baudenkmal-Gruppe Knesebeck-Schacht (ID 34117198) | 34124388 | BW             |
| Laubhütte, Laubhütte 16 51° 47′ 38″ N, 10° 13′ 59″ O             | Wassermühle                                           | Ehemalige Wassermühle und Hotel, nun Wohnhaus. | 34127468 |                |
| Lukashof 5 51° 48′ 20″ N, 10° 14′ 6″ O                           | Wohnhaus                                              | | 34124505 |                |
| Markt 51° 48′ 37″ N, 10° 14′ 13″ O                               | Historischer Ortskern Grund (Baudenkmal-Gruppe)       | Bebauung um den Marktplatz | 34116967 |                |
| Markt 5 51° 48′ 37″ N, 10° 14′ 11″ O                             | Wohn-/Geschäftshaus                                   | Einzeldenkmal der Baudenkmal-Gruppe Historischer Ortskern Grund (ID 34116967). | 34122542 |                |
| Markt 6 51° 48′ 37″ N, 10° 14′ 11″ O                             | Wohn-/Geschäftshaus                                   | Einzeldenkmal der Baudenkmal-Gruppe Historischer Ortskern Grund (ID 34116967). | 34122566 |                |
| Markt 7 51° 48′ 37″ N, 10° 14′ 12″ O                             | Wohn-/Geschäftshaus                                   | Einzeldenkmal der Baudenkmal-Gruppe Historischer Ortskern Grund (ID 34116967). | 34122590 |                |
| Markt 8 51° 48′ 38″ N, 10° 14′ 12″ O                             | Wohn-/Geschäftshaus                                   | Einzeldenkmal der Baudenkmal-Gruppe Historischer Ortskern Grund (ID 34116967). | 34122614 |                |
| Markt 9 51° 48′ 38″ N, 10° 14′ 13″ O                             | Wohnhaus                                              | Einzeldenkmal der Baudenkmal-Gruppe Historischer Ortskern Grund (ID 34116967). | 34122638 |                |
| Markt 10 51° 48′ 38″ N, 10° 14′ 13″ O                            | Wohn-/Geschäftshaus                                   | Einzeldenkmal der Baudenkmal-Gruppe Historischer Ortskern Grund (ID 34116967). | 34122662 |                |
| Markt 11 51° 48′ 38″ N, 10° 14′ 14″ O                            | Wohn-/Geschäftshaus                                   | Einzeldenkmal der Baudenkmal-Gruppe Historischer Ortskern Grund (ID 34116967). | 34122686 |                |
| Markt 12 51° 48′ 38″ N, 10° 14′ 15″ O                            | Hotel                                                 | Einzeldenkmal der Baudenkmal-Gruppe Historischer Ortskern Grund (ID 34116967). Ehemaliges Hotel Kurhaus, ab 1939 Hotel Oberharzer Hof mit rückwärtigem Saalbau (Kursaal), in dem sich zeitweise ein Kino befand. Der Saal dient nun als Supermarkt, das Vorderhaus als Cafe. | 34122710 |                |
| Markt 15 51° 48′ 36″ N, 10° 14′ 14″ O                            | Wohn-/Geschäftshaus                                   | Einzeldenkmal der Baudenkmal-Gruppe Historischer Ortskern Grund (ID 34116967). | 34122831 |                |
| Markt 16 51° 48′ 36″ N, 10° 14′ 13″ O                            | Wohn-/Geschäftshaus                                   | Einzeldenkmal der Baudenkmal-Gruppe Historischer Ortskern Grund (ID 34116967). | 34122855 |                |
| Markt 17 51° 48′ 36″ N, 10° 14′ 13″ O                            | Wohnhaus                                              | Einzeldenkmal der Baudenkmal-Gruppe Historischer Ortskern Grund (ID 34116967). | 34122879 |                |
| Markt 18 51° 48′ 35″ N, 10° 14′ 13″ O                            | Wohnhaus                                              | Einzeldenkmal der Baudenkmal-Gruppe Historischer Ortskern Grund (ID 34116967). Ehemaliges Rathaus der Gemeinde. | 34122903 |                |
| Markt 19 51° 48′ 35″ N, 10° 14′ 12″ O                            | Wohnhaus                                              | Einzeldenkmal der Baudenkmal-Gruppe Historischer Ortskern Grund (ID 34116967). | 34122927 |                |
| Markt 21 51° 48′ 34″ N, 10° 14′ 11″ O                            | Wohnhaus                                              | Einzeldenkmal der Baudenkmal-Gruppen Historischer Ortskern Grund (ID 34116967) und Markt 21/Osteroder Str. 1 (ID 34117300). | 34122975 |                |
| Markt 22 51° 48′ 36″ N, 10° 14′ 12″ O                            | St. Antonius-Kirche                                   | Einzeldenkmal der Baudenkmal-Gruppe Historischer Ortskern Grund (ID 34116967). | 34122492 | Weitere Bilder |
| Markt 21/Osteroder Straße 1 51° 48′ 34″ N, 10° 14′ 11″ O         | Markt 21/Osteroder Str. 1 (Baudenkmal-Gruppe)         | Häusergruppe mit zwei Wohnhäusern. | 34117300 |                |
| Osteroder Straße 1 51° 48′ 34″ N, 10° 14′ 11″ O                  | Wohnhaus                                              | Einzeldenkmal der Baudenkmal-Gruppen Historischer Ortskern Grund (ID 34116967) und Markt 21/Osteroder Str. 1 (ID 34117300). | 34124529 |                |
| Osteroder Straße 2, 3, 4, 5 51° 48′ 33″ N, 10° 14′ 11″ O         | Osteroder Straße 2, 3, 4, 5 (Baudenkmal-Gruppe)       | | 34117065 |                |
| Osteroder Straße 2 51° 48′ 34″ N, 10° 14′ 11″ O                  | Wohnhaus                                              | Einzeldenkmal der Baudenkmal-Gruppe Osteroder Straße 2, 3, 4, 5 (ID 34117065) | 34124553 |                |
| Osteroder Straße 3 51° 48′ 33″ N, 10° 14′ 10″ O                  | Wohn-/Wirtschaftsgebäude                              | Einzeldenkmal der Baudenkmal-Gruppe Osteroder Straße 2, 3, 4, 5 (ID 34117065) | 34124577 |                |
| Osteroder Straße 4 51° 48′ 33″ N, 10° 14′ 10″ O                  | Wohnhaus                                              | Einzeldenkmal der Baudenkmal-Gruppe Osteroder Straße 2, 3, 4, 5 (ID 34117065) | 34124599 |                |
| Osteroder Straße 5 51° 48′ 33″ N, 10° 14′ 10″ O                  | Wohn-/Wirtschaftsgebäude                              | Einzeldenkmal der Baudenkmal-Gruppe Osteroder Straße 2, 3, 4, 5 (ID 34117065) | 34124623 |                |
| Osteroder Straße 8 51° 48′ 32″ N, 10° 14′ 9″ O                   | Wohnhaus                                              | | 34124647 |                |
| Osteroder Straße 9 51° 48′ 31″ N, 10° 14′ 8″ O                   | Wohn-/Wirtschaftsgebäude                              | | 34124672 |                |
| Osteroder Straße 14 51° 48′ 29″ N, 10° 14′ 8″ O                  | Wohnhaus                                              | | 34124697 |                |
| Osteroder Straße 18, 19 51° 48′ 27″ N, 10° 14′ 8″ O              | Osteroder Straße 18, 19 (Baudenkmal-Gruppe)           | | 34117082 |                |
| Osteroder Straße 18 51° 48′ 27″ N, 10° 14′ 8″ O                  | Wohnhaus                                              | Einzeldenkmal der Baudenkmal-Gruppe Osteroder Straße 19, 19 (ID 34117082) | 34124722 |                |
| Osteroder Straße 19 51° 48′ 27″ N, 10° 14′ 8″ O                  | Wohnhaus                                              | Einzeldenkmal der Baudenkmal-Gruppe Osteroder Straße 19, 19 (ID 34117082) | 34124746 |                |
| Rathsweg 8 51° 48′ 40″ N, 10° 14′ 19″ O                          | Villa                                                 | | 34124844 |                |
| Rathsweg 9 51° 48′ 41″ N, 10° 14′ 20″ O                          | Villa                                                 | | 34124869 |                |
| Wiemannsbucht 51° 48′ 22″ N, 10° 15′ 34″ O                       | Wiemannsbucht-Schacht (Baudenkmal-Gruppe)             | Ehemalige Bergbauanlage | 34117181 |                |

### Badenhausen
| Lage                                              | Bezeichnung                | Beschreibung | ID       | Bild           |
| ------------------------------------------------- | -------------------------- | --- | -------- | -------------- |
| Posthof 39 51° 46′ 5″ N, 10° 11′ 31″ O            | Wohnhaus                   | Gutshaus, ehemaliger Posthof. Fachwerkhaus mit Speicher im Dach.                                                                                      | 34136760 |                |
| Thüringer Straße 51° 46′ 16″ N, 10° 12′ 30″ O     | Kirche St. Martin          | Ev.-luth. Kirche St. Martin. | 34136831 | Weitere Bilder |
| Thüringer Straße 239 51° 46′ 15″ N, 10° 12′ 31″ O | Pfarrhaus                  | Pfarrhaus der ev.-luth. Kirchengemeinde St. Martin. Fachwerkhaus.                                                                                     | 34136904 |                |
| Thüringer Straße 249 51° 46′ 9″ N, 10° 12′ 28″ O  | Wohnhaus                   | | 34136928 |                |
| Thüringer Straße 254 51° 46′ 15″ N, 10° 12′ 28″ O | Rathaus                    | Ehemaliges Rathaus mit Gemeindeverwaltung und Heimatmuseum.                                                                                           | 34136999 |                |
| Unterdorf 3 51° 46′ 17″ N, 10° 12′ 19″ O          | Wohnhaus                   | | 34137119 |                |
| Steinbühel 51° 46′ 40″ N, 10° 13′ 41″ O           | Gedenkstein Heinrich Hoppe | Gedenkstein für den am 6. April 1898 an diesem Ort von einem Schuss getroffenen Medizinstudenten Heinrich Hoppe, der drei Tage später daran verstarb. | 34136737 |                |

### Eisdorf
| Lage                                               | Bezeichnung                               | Beschreibung                                                                                                   | ID       | Bild           |
| -------------------------------------------------- | ----------------------------------------- | --- | -------- | -------------- |
| An der Kirche 1 51° 45′ 40″ N, 10° 10′ 24″ O       | Wohn-/Wirtschaftsgebäude                  | | 34137444 |                |
| Mitteldorf 1 51° 45′ 41″ N, 10° 10′ 39″ O          | Gasthaus                                  | Gasthaus „Zur Goldenen Krone“ mit Saalbau                                                                      | 34137263 |                |
| Mitteldorf 3 51° 45′ 41″ N, 10° 10′ 38″ O          | Wohn-/Wirtschaftsgebäude                  | | 34137290 |                |
| Mitteldorf 10, 12, 14 51° 45′ 43″ N, 10° 10′ 34″ O | Mitteldorf 10, 12, 14 (Baudenkmal-Gruppe) | Baudenkmal-Gruppe Mitteldorf 10, 12, 14                                                                        | 34118507 |                |
| Mitteldorf 10 51° 45′ 42″ N, 10° 10′ 35″ O         | Wohn-/Wirtschaftsgebäude                  | Einzeldenkmal der Baudenkmal-Gruppe Mitteldorf 10, 12, 14 (ID 34118507)                                        | 34137314 |                |
| Mitteldorf 12 51° 45′ 42″ N, 10° 10′ 34″ O         | Wohn-/Wirtschaftsgebäude                  | Einzeldenkmal der Baudenkmal-Gruppe Mitteldorf 10, 12, 14 (ID 34118507)                                        | 34137341 |                |
| Mitteldorf 14 51° 45′ 42″ N, 10° 10′ 33″ O         | Wohn-/Wirtschaftsgebäude                  | Einzeldenkmal der Baudenkmal-Gruppe Mitteldorf 10, 12, 14 (ID 34118507)                                        | 34137370 |                |
| Mitteldorf 30, 32 51° 45′ 43″ N, 10° 10′ 27″ O     | Mitteldorf 30, 32 (Baudenkmal-Gruppe)     | Baudenkmal-Gruppe Mitteldorf 30, 32                                                                            | 34118524 |                |
| Mitteldorf 32 51° 45′ 43″ N, 10° 10′ 26″ O         | Wohn-/Wirtschaftsgebäude, Doppelhaus      | Einzeldenkmal der Baudenkmal-Gruppe Mitteldorf 30, 32 (ID 34118524)                                            | 34137419 |                |
| Steinweg 3, 5 51° 45′ 41″ N, 10° 10′ 23″ O         | Kirchhof Eisdorf (Baudenkmal-Gruppe)      | Baudenkmal-Gruppe Kirchhof Eisdorf mit Kirchhof, St.-Georg-Kirche und Pfarrhaus.                               | 34118541 | Weitere Bilder |
| Steinweg 3 51° 45′ 41″ N, 10° 10′ 24″ O            | Kirchhof                                  | Einzeldenkmal der Baudenkmal-Gruppe Kirchhof Eisdorf (ID 34118541), Kirchhof mit Kriegerdenkmal vor der Kirche | 34137493 |                |
| Steinweg 3 51° 45′ 41″ N, 10° 10′ 24″ O            | Kirche St. Georg                          | Einzeldenkmal der Baudenkmal-Gruppe Kirchhof Eisdorf (ID 34118541)                                             | 34137468 | Weitere Bilder |
| Steinweg 5 51° 45′ 41″ N, 10° 10′ 23″ O            | Wohnhaus, Ehem. Pfarrhaus                 | Einzeldenkmal der Baudenkmal-Gruppe Kirchhof Eisdorf (ID 34118541)                                             | 34137514 |                |
| Steinweg 6 51° 45′ 43″ N, 10° 10′ 20″ O            | Wohn-/Wirtschaftsgebäude                  | | 34137539 |                |
| Uferstraße 8 51° 45′ 35″ N, 10° 10′ 46″ O          | Villa                                     | Villa Lampe, ehemalige Apotheke.                                                                               | 34137586 |                |
| Zehntgasse 1 51° 45′ 42″ N, 10° 10′ 25″ O          | Wohn-/Wirtschaftsgebäude                  | | 34137611 |                |

### Gittelde
| Lage                                                            | Bezeichnung                                           | Beschreibung | ID       | Bild           |
| --------------------------------------------------------------- | ----------------------------------------------------- | --- | -------- | -------------- |
| Am Ernst-August-Stollen 51° 47′ 45″ N, 10° 11′ 26″ O            | Ernst-August-Stollen (Baudenkmal-Gruppe)              | Baudenkmal-Gruppe Ernst-August-Stollen mit Mundloch | 34118675 | Weitere Bilder |
| Am Ernst-August-Stollen 51° 47′ 46″ N, 10° 11′ 27″ O            | Wehr, Ernst-August-Stollen                            | Mundloch des Ernst-August-Stollens | 34138331 |                |
| Am Kaisergarten 51° 47′ 49″ N, 10° 11′ 12″ O                    | Kirchhof St. Johannis (Baudenkmal-Gruppe)             | Baudenkmal-Gruppe Kirchhof St. Johannis mit Kirchhof und Kirche. Dem Ensemble zugehörig sind auch der Torbogen und die ehemalige Zaunanlage, die 1912 von Hermann Heine, dem Direktor der Fassfabrik, gestiftet worden war. Der Zaun wurde bereits ersetzt, der Torbogen ist durch Abrisspläne 2021 gefährdet. | 34118709 |                |
| Am Kaisergarten 51° 47′ 49″ N, 10° 11′ 13″ O                    | Kirchhof                                              | Einzeldenkmal der Baudenkmal-Gruppe Kirchhof St. Johannis (ID 34118709) | 34138386 | Weitere Bilder |
| Am Kaisergarten 51° 47′ 50″ N, 10° 11′ 12″ O                    | Kirche St. Johannis                                   | Einzeldenkmal der Baudenkmal-Gruppe Kirchhof St. Johannis (ID 34118709) | 34138356 | Weitere Bilder |
| Breite Straße, Planstraße 51° 47′ 52″ N, 10° 11′ 11″ O          | Kriegerdenkmal                                        | Ehrenmal von 1924 für die Gefallenen der beiden Weltkriege mit Friedenslinde (1913) auf dem Platz, der an der Einmündung der Breiten Straße und der Planstraße besteht. | 34138439 | Weitere Bilder |
| Breite Straße 9, 11, 13, 15, 17, 19 51° 47′ 54″ N, 10° 11′ 6″ O | Breite Str. 9, 11, 13, 15, 17, 19 (Baudenkmal-Gruppe) | Baudenkmal-Gruppe Breite Str. 9, 11, 13, 15, 17, 19. Westseite der Breiten Straße. | 34118658 |                |
| Breite Straße 9 51° 47′ 53″ N, 10° 11′ 7″ O                     | Wohnhaus                                              | Einzeldenkmal der Baudenkmal-Gruppe Breite Str. 9, 11, 13, 15, 17, 19 (ID 34118658). | 34138476 |                |
| Breite Straße 11 51° 47′ 53″ N, 10° 11′ 7″ O                    | Wohn-/Wirtschaftsgebäude                              | Einzeldenkmal der Baudenkmal-Gruppe Breite Str. 9, 11, 13, 15, 17, 19 (ID 34118658). | 34138500 |                |
| Breite Straße 13 51° 47′ 54″ N, 10° 11′ 7″ O                    | Wohnhaus                                              | Einzeldenkmal der Baudenkmal-Gruppe Breite Str. 9, 11, 13, 15, 17, 19 (ID 34118658). | 34138547 |                |
| Breite Straße 15 51° 47′ 54″ N, 10° 11′ 6″ O                    | Wohnhaus                                              | Einzeldenkmal der Baudenkmal-Gruppe Breite Str. 9, 11, 13, 15, 17, 19 (ID 34118658). | 34138599 |                |
| Breite Straße 17 51° 47′ 54″ N, 10° 11′ 6″ O                    | Wohnhaus                                              | Einzeldenkmal der Baudenkmal-Gruppe Breite Str. 9, 11, 13, 15, 17, 19 (ID 34118658). | 34138651 |                |
| Breite Straße 19 51° 47′ 55″ N, 10° 11′ 6″ O                    | Wohnhaus                                              | Einzeldenkmal der Baudenkmal-Gruppe Breite Str. 9, 11, 13, 15, 17, 19 (ID 34118658). | 34138675 |                |
| Breite Straße 14, 16 51° 47′ 54″ N, 10° 11′ 8″ O                | Breite Straße 14, 16 (Baudenkmal-Gruppe)              | Baudenkmal-Gruppe Breite Straße 14, 16. Ostseite der Breiten Straße. | 34118692 |                |
| Breite Straße 14 51° 47′ 54″ N, 10° 11′ 8″ O                    | Wohn-/Wirtschaftsgebäude                              | Einzeldenkmal der Baudenkmal-Gruppe Breite Straße 14, 16 (ID 34118692). | 34138574 |                |
| Breite Straße 16 51° 47′ 55″ N, 10° 11′ 7″ O                    | Wohn-/Wirtschaftsgebäude                              | Einzeldenkmal der Baudenkmal-Gruppe Breite Straße 14, 16 (ID 34118692). | 34138625 |                |
| Grundweg 51° 48′ 4″ N, 10° 11′ 31″ O                            | Eisenbahnbrücke                                       | | 34138722 | Weitere Bilder |
| Lange Straße 2 51° 47′ 59″ N, 10° 11′ 9″ O                      | Wohnhaus                                              | | 34138755 |                |
| Lange Straße 3, 5, 14, 16 51° 47′ 59″ N, 10° 11′ 3″ O           | Lange Straße 3, 5, 14, 16 (Baudenkmal-Gruppe)         | Baudenkmal-Gruppe Lange Straße 3, 5, 14, 16. | 34118608 |                |
| Lange Straße 3 51° 47′ 59″ N, 10° 11′ 3″ O                      | Wohn-/Wirtschaftsgebäude                              | Einzeldenkmal der Baudenkmal-Gruppe Lange Straße 3, 5, 14, 16 (ID 34118608). Doppelhaus der Häuser Lange Straße 3a und 3b. | 34138780 |                |
| Lange Straße 5 51° 47′ 59″ N, 10° 11′ 2″ O                      | Wohn-/Wirtschaftsgebäude                              | Einzeldenkmal der Baudenkmal-Gruppe Lange Straße 3, 5, 14, 16 (ID 34118608). | 34138805 |                |
| Lange Straße 14 51° 48′ 0″ N, 10° 11′ 4″ O                      | Wohn-/Wirtschaftsgebäude                              | Einzeldenkmal der Baudenkmal-Gruppe Lange Straße 3, 5, 14, 16 (ID 34118608). | 34138829 |                |
| Lange Straße 16 51° 48′ 0″ N, 10° 11′ 3″ O                      | Wohn-/Wirtschaftsgebäude                              | Einzeldenkmal der Baudenkmal-Gruppe Lange Straße 3, 5, 14, 16 (ID 34118608). | 34138878 |                |
| Lange Straße 15 51° 48′ 0″ N, 10° 10′ 58″ O                     | Wohnhaus                                              | | 34138853 |                |
| Lange Straße 22 51° 48′ 0″ N, 10° 11′ 1″ O                      | Wohn-/Wirtschaftsgebäude                              | | 34138902 |                |
| Lange Straße 28, 30, 32 51° 48′ 2″ N, 10° 10′ 58″ O             | Lange Straße 28, 30, 32 (Baudenkmal-Gruppe)           | Häuser Lange Straße 28, 30 und 32 sowie Hinterhofbebauung auf der Nordseite der Straße | 34118641 |                |
| Lange Straße 28 51° 48′ 1″ N, 10° 10′ 59″ O                     | Wohn-/Wirtschaftsgebäude                              | Einzeldenkmal der Baudenkmal-Gruppe Lange Straße 28, 30, 32 (ID 34118641) | 34138926 |                |
| Lange Straße 30 51° 48′ 1″ N, 10° 10′ 58″ O                     | Wohn-/Wirtschaftsgebäude                              | Einzeldenkmal der Baudenkmal-Gruppe Lange Straße 28, 30, 32 (ID 34118641) | 34138950 |                |
| Lange Straße 32 51° 48′ 1″ N, 10° 10′ 58″ O                     | Wohnhaus                                              | Einzeldenkmal der Baudenkmal-Gruppe Lange Straße 28, 30, 32 (ID 34118641) | 34138974 |                |
| Lange Straße 40, 42 51° 48′ 0″ N, 10° 10′ 52″ O                 | Lange Straße 40, 42 (Baudenkmal-Gruppe)               | Häuser im Bereich Lange Straße 40, 42, Schulstraße 1, 2 und 4 sowie Bereich um die St. Mauritius-Kirche | 34118625 |                |
| Lange Straße 42 51° 48′ 1″ N, 10° 10′ 53″ O                     | Pfarrhaus                                             | Einzeldenkmal der Baudenkmal-Gruppe Lange Straße 40, 42 (ID 34118625) | 34139023 |                |
| Lange Straße 42 51° 48′ 2″ N, 10° 10′ 52″ O                     | Pfarrhaus Nebengebäude                                | Einzeldenkmal der Baudenkmal-Gruppe Lange Straße 40, 42 (ID 34118625) | 34139547 |                |
| Schulstraße 2 51° 48′ 0″ N, 10° 10′ 53″ O                       | St.-Mauritius-Kirche                                  | Einzeldenkmal der Baudenkmal-Gruppe Lange Straße 40, 42 (ID 34118625) | 34139300 | Weitere Bilder |
| Schulstraße 4b 51° 47′ 59″ N, 10° 10′ 52″ O                     | Wohnhaus, Schule, westlicher Gebäudeteil              | Einzeldenkmal der Baudenkmal-Gruppe Lange Straße 40, 42 (ID 34118625) | 34139331 |                |
| Neue Straße 5 51° 47′ 56″ N, 10° 11′ 16″ O                      | Wohnhaus                                              | | 34139054 |                |
| Neustadt 15 51° 47′ 56″ N, 10° 11′ 20″ O                        | Wohn-/Wirtschaftsgebäude                              | | 34139101 |                |
| Planstraße 2 51° 47′ 53″ N, 10° 11′ 12″ O                       | Wohnhaus                                              | | 34139125 |                |
| Planstraße 4 51° 47′ 54″ N, 10° 11′ 13″ O                       | Wohnhaus                                              | | 34139149 |                |
| Planstraße 6 51° 47′ 55″ N, 10° 11′ 13″ O                       | Wohn-/Wirtschaftsgebäude                              | | 34139173 |                |
| Planstraße 14 51° 47′ 58″ N, 10° 11′ 13″ O                      | Wohn-/Wirtschaftsgebäude                              | | 34139197 |                |
| Planstraße 20 51° 47′ 59″ N, 10° 11′ 10″ O                      | Wohn-/Wirtschaftsgebäude                              | | 34139221 |                |
| Planstraße 21 51° 47′ 58″ N, 10° 11′ 8″ O                       | Wohnhaus                                              | | 34139246 |                |
| Thüringer Straße 10 51° 47′ 57″ N, 10° 11′ 23″ O                | Gasthaus Scheffler                                    | Ehemaliger Steinhof, zuletzt Landgasthof Kronprinz. | 34139520 |                |
| Winkelstraße 16 51° 48′ 2″ N, 10° 11′ 11″ O                     | Wohn-/Wirtschaftsgebäude                              | | 34139427 |                |

### Windhausen
| Lage                                           | Bezeichnung         | Beschreibung                                             | ID       | Bild           |
| ---------------------------------------------- | ------------------- | -------------------------------------------------------- | -------- | -------------- |
| Kirchplatz 51° 47′ 10″ N, 10° 12′ 42″ O        | Kirche St. Johannis |                                                          | 34167600 | Weitere Bilder |
| Obere Harzstraße 1 51° 47′ 8″ N, 10° 12′ 47″ O | Wohnhaus            | Gasthof Alte Burg, zugleich Geburtshaus von August Orth. | 34167625 |                |
| Obere Harzstraße 7 51° 47′ 8″ N, 10° 12′ 50″ O | Wohnhaus            |                                                          | 34167650 |                |